# جوایز موسیقی ملل ۲۰۱۴
جوایز جهانی موسیقی ۲۰۱۴ مراسم اهدای جوایز موسیقی بود که در تاریخ ۲۷ مه ۲۰۱۴ در سالن اسکله در مونت کارلو، موناکو برگزار شد. این بیست و دومین دوره نمایش از زمان آغاز آن در سال ۱۹۸۹ و اولین مراسم از سال ۲۰۱۰ بود و پس از آن با چهار سال وقفه ادامه یافت. تا تاریخ ۲۰۱۹، یک وقفه غیرقابل توضیح دیگر در مدت پنج سال ادامه داشته‌است.

## جوایز
در این مراسم، ماریا کری جایزه پاپ آیکان را به دلیل فروش بیش از ۲۰۰ میلیون رکورد و داشتن تک آهنگ‌های رتبه اول در ایالات متحده آمریکا بیش از سایر هنرمندان تکنوازی دریافت کرد. مایلی سایرس جایزه بهترین هنرمند زن پاپ راک جهان را دریافت کرد. وی همچنین برای «توپ مخرب» بهترین ویدیوی جهان را از آن خود کرد و بهترین هنرمند زن جهان را که توسط طرفداران رای داده‌است، برنده شد. هان گنگ جوایز بهترین هنرمند مرد جهان را که توسط طرفداران رای داده شد دریافت کرد. لائورا پائوزینی برای ۲۰ سال کار حرفه ای خود جایزه دریافت کرد. ریکی مارتین برای فروش جهانی رکوردش جایزه افسانه لاتین را دریافت کرد.
تیلور سویفت موفق به کسب چهار جایزه شد.

## تاخیرها و مشکلات
بیست و دومین دوره جوایز موسیقی جهانی قرار بود ۲۰ دسامبر ۲۰۱۲ در پارک مارلینز میامی برگزار شود، اما روزها قبل به دلیل مشکلات تأیید ویزا برای هنرمندانی که برای این مراسم وارد می‌شدند و در بیانیه خود، برای احترام به قربانیان تیراندازی دبستان سندی هوک لغو شد.
این نمایش در سال ۲۰۱۳ برگزار نشد و سپس قرار بود در اواسط ماه مه ۲۰۱۴ بازگردد. این سازمان با شبکه ان‌بی‌سی آمریکایی توافق کرد که مراسم را با تأخیر نوار در ۲۸ مه پخش کند. تاخیرهای ناشی از استعداد و مشکلات فنی باعث شد تا این رویداد تا ۲۷ مه به تأخیر بیفتد و تهیه‌کنندگان اجرایی نمایش‌ها به دلیل تأخیرهای بیشتر که شامل ورود دیرهنگام ماریا کری بود ، نتوانستند برنامه را به موقع به ان‌بی‌سی منتقل کنند تا پخش شود. در این مراسم، همه عواملی که باعث شده مراسم ۴ ساعت بیشتر از برنامه ضبط شده اولیه باشد، انجام می‌شود. شارون استون قرار بود میزبان این مراسم باشد، اما در آخرین لحظه به دلیل اختلاف در پرداخت با نهاد سازماندهی WMA از این مراسم خارج شد. به همین ترتیب، جریان مستقیم برنامه‌ریزی شده فرش قرمز از طریق وب سایت نشریه بیلبورد صنعت موسیقی به دلیل مشکلات فنی بیشتر متوقف شد.
پاملا اندرسون و جیسون درولو آخرین لحظه برای میزبانی مراسم وارد شدند. ان‌بی‌سی هرگز برش نهایی مراسم را از تهیه‌کنندگان اجرایی سریال دریافت نکرد و آن را در تاریخ ۲۸ مه با تکرار طولانی مدت اکران نمایش در آن فصل امریکاز گات تلنت جایگزین کرد.